# Val di Gressoney

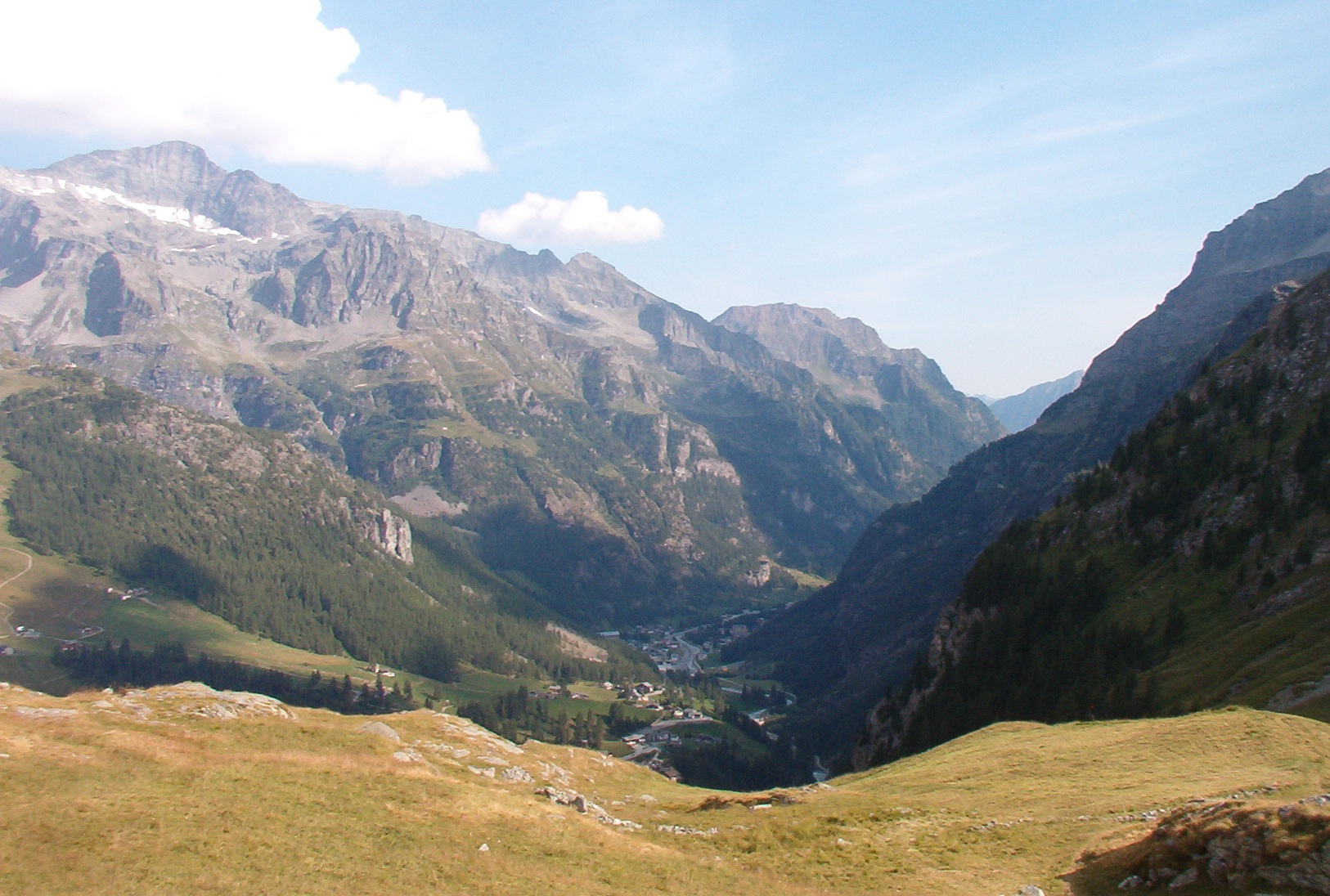
Horní část Val di Gressoney

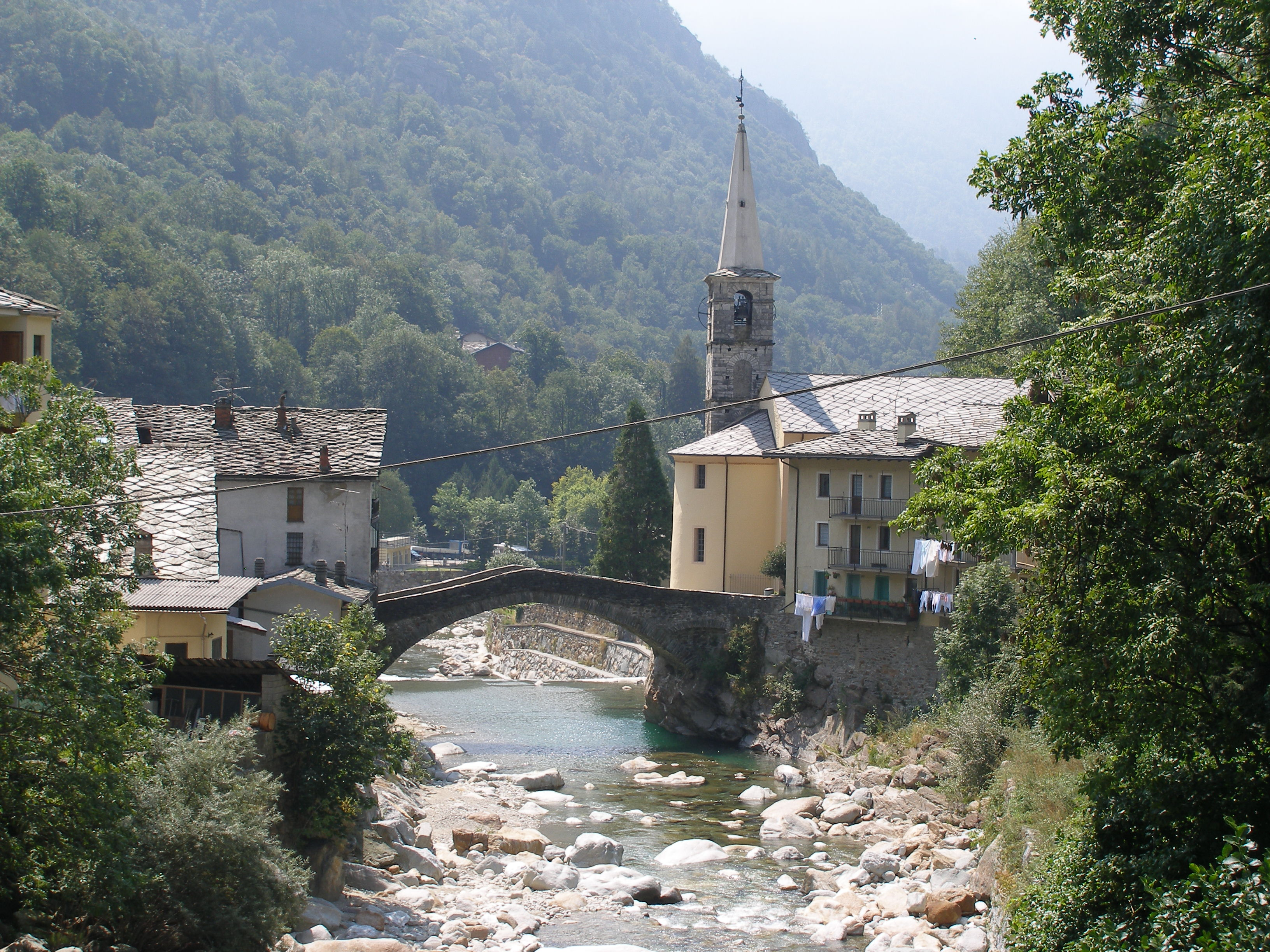
Fontainemore v dolní části Val di Gressoney

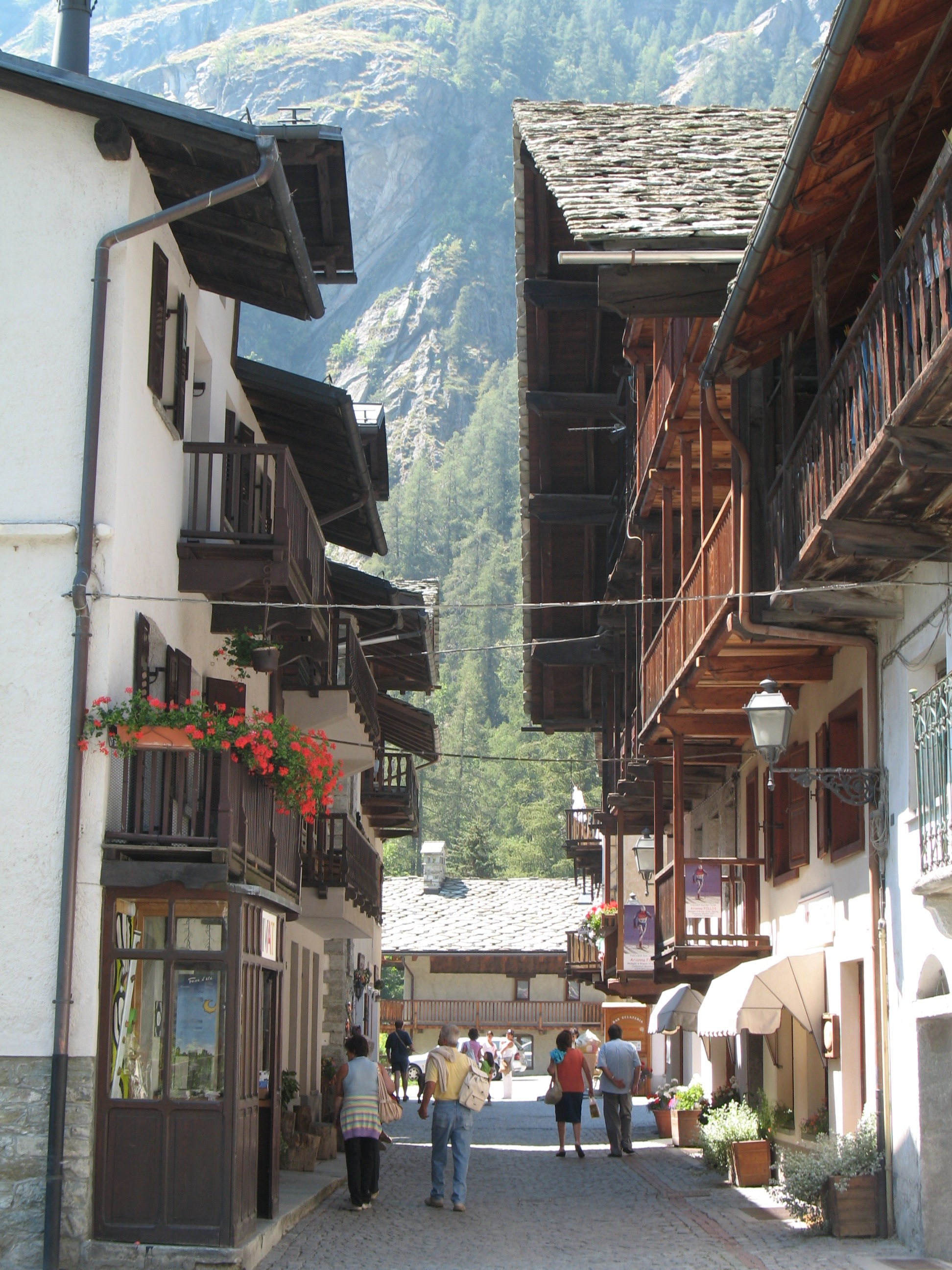
Walserská architektura v Gressoney-Saint-Jean

Val di Gressoney (rovněž Valle del Lys) je údolí ve Walliských Alpách v severní Itálii, v provincii Valle d'Aosta. Vybíhá od horské skupiny Monte Rosa k jihu, protéká jím říčka Lys. Je jedním z alpských údolí obydlených Walsery.

## Osídlení
V údolí se nachází sedm obcí:
- Perloz
- Lillianes
- Fontainemore
- Issime
- Gaby
- Gressoney-Saint-Jean
- Gressoney-La-Trinité

## Kultura
Val di Gressoney patří k údolím s walserským obyvatelstvem. Obživou místních obyvatel bylo tradičně horské zemědělství se zaměřením na pastevectví a pěstování lnu, konopí a obilí. Dodnes se ve Val di Gressoney zachovaly stavby walserské architektury.

## Osobnosti
V obci Gressoney-Saint-Jean žije lyžařka Arianna Follisová.